# Джон Ґордон Перрін
Джон Ґордон Перрін (іноді Ґордон Перрін, прізвисько Ґорд, англ. John Gordon Perrin; нар. 17 серпня 1989, Крестон, Британська Колумбія) — канадський волейболіст, гравець національної збірної та італійського клубу «WithU» (Верона).

## Життєпис
Народжений 17 серпня 1989 року в м. Крестон (Британська Колумбія).
Середню освіту здобув у рідному Крестоні (Середня школа імені принца Чарльза (Prince Charles Secondary School), нині Creston Valley Secondary School).
Під час кар'єри гравця виступав, зокрема, за команду Університету Томпсон Риверс (TRU WolfPack, Кемлупс, 2008—2011), канадський клуб «Team Canada Full Time Centre» (Гатіно), турецький «Аркас Спор» (Ізмір, 2011—2015), італійський «Lpr Volley» (П'яченца, 2015—2016), польський «Ресовія» (Ряшів, 2016—2017; у клубі його замінив Елвісс Крастіньш), китайський «Beijing BAIC Motor» (Пекін, 2017—2018), бразильський «Сада Крузейро» (Контагем/Белу-Оризонті, 2019—2020), слобожанський «Білогір'я» (Білгород, 2018—2019), башкортостанський «Урал» (Уфа, 2020—2021). У сезоні 2021—2022 грав у складі новосибірського «Локомотива». 

### Досягнення
У збірній
- чемпіон NORCECA 2015

Клубні
- чемпіон Туреччини 2013, 2015,
- чемпіон штату Мінейро 2020,
- чемпіон Ірану 2022,[6]
- Володар Суперкубка Греції: 2024
- Володар Кубка грецької ліги: 2024-25
- володар Кубка Греції: 2025

Особисті
- найкращий догравальник італійської Серії А1 2015—2016[7]